# Družina AK
Družina AK je družina ročnih ognjenih orožij, ki temeljijo na jurišni puški AK-47.

## Seznam orožij
- AEK-971
- AIM (puška)
- AK-101
- AK-103
- AK-107
- AK-47
- AK-74
- AKMS wz. 1981
- AKS-74U
- AMD 65
- AO-222
- AO-27
- AO-31
- AO-35
- AO-38
- AO-46
- AO-62
- AO-65
- APS Underwater Assault Rifle
- Armscor AK 47/22
- ASM-DT a(puška)
- ADS (puška)
- AS "Val"
- AVB-7.62
- Beretta RX4 Storm
- Beretta SC 70/90
- Baryshev AB-762 and LCZ B20/(AVB-762)
- ČZW-762
- Dragunov (puška)
- Dragunov SVDK
- FN FNC
- Franchi SPAS-15
- Grad
- IMI Galil
- INSAS 5.56 mm
- Kbk wz. 88 Tantal
- Kbk wz. 96 Beryl
- Kbkg wz.1960
- Kel-Tec SU-16
- KSK (šibrovka)
- M76 (puška)
- MISR (puška)
- MAGPUL Masada/Bushmaster ACR
- OTs-14 Groza
- PK (mitraljez)
- PSL (puška)
- Pistol Mitralieră model 1963/1965
- Puşcă Automată model 1986
- PP-19-01 "Vityaz" brzostrelka
- Remington model 7615 karabinka
- Remington model 7615 taktična karabinka
- R4 (puška)
- RPK
- RPK-74
- Rk 62
- Rk 95 TP
- Robinson Armament XCR
- SIG 550
- SIG 552
- SIG 556
- SR-47
- SR-3 "Vikhr"
- Pindad SS2
- Saiga-12
- Saiga-20
- Saiga-410
- Saiga (puška)
- Saiga-223
- Saiga-7.62x39
- Saiga-308
- Saiga-30-06
- Saiga MK-01/3
- SVU and SVU-AS (OTs-03AS)
- Tabuk Sniper Rifle
- TKB-022PM
- TKB-072
- TKB-408
- TKB-454
- TKB-517
- TKB-523
- Type 03/(QBZ-03) (puška)
- Type 05/JS (brzostrelka)
- Type 56 (puška)
- Type 64 brzostrelka
- Type 68 (Kitajska)
- Type 68 (Severna Koreja)
- Type 79 brzostrelka
- Type 81 (puška)
- Type 85 brzostrelka
- Type 86S Assault Rifle
- Type 95/97(QBZ-95)
- Ultimax 100
- Valmet M76
- Valmet M78
- Valtro PM-5/PM-5-350
- Vektor CR-21
- Vepr 12
- Vepr
- VSS 'Vintorez'
- Zastava M76
- Zastava M70
- Zastava M80
- Zastava M91
- Zastava M92

- 2B-A-40
- 6P62
- 80.002
- A-91
- 9A-91